# 요네다 노부오
요네다 노부오(일본어: 米田 信夫, 1930년 3월 28일 ~ 1996년 4월 22일)는 일본의 수학자이다. 요네다 보조정리를 증명하였다.

## 생애
1930년 3월 28일에 일본에서 태어났다. 1952년에 도쿄 대학에서 수학 박사 학위를 수여받았으며, 같은 해에 도쿄 대학 수학과 조교수가 됐다. 1962년에 가쿠슈인 대학 수학과 조교수가 됐으며, 1966년에 정교수로 승진하였다.
1971년에 도쿄 대학 정보과학과가 신설되면서 이듬해인 1972년에 도쿄 대학 정보과학과 교수가 됐다. 1990년에 도쿄 대학에서 정년 퇴임했으며 도쿄 전기대학의 교수가 됐다. 1993년 3월에 도쿄 전기대학에서 은퇴하였다. 1996년 4월 22일에 도쿄에서 사망하였다(향년 66세).

## 참고 문헌
- Wada, Eiiti; Yonezawa, Akinori (1996년 11월). “Professor Nobuo Yoneda (28 March 1930–22 April 1996)”. 《Science of Computer Programming》 (영어) 27 (3): 215–216. doi:10.1016/0167-6423(96)88115-9.
- Koster, C. H. A. (1996). 〈The making of Algol 68〉.   Bjørner, Dines; Broy, Manfred; Pottosin, Igor V. 《Perspectives of system informatics. Second International Andrei Ershov Memorial Conference, Akademgorodok, Novosibirsk, Russia, June 25 – 28, 1996, proceedings》. Lecture Notes in Computer Science (영어) 1181. Springer-Verlag. 55–67쪽. doi:10.1007/3-540-62064-8_6. ISBN 978-3-540-62064-8. ISSN 0302-9743.
- 가케히 가쓰히코 (1996년 7월 15일). “米田信夫先生を悼む”. 《컴퓨터 소프트웨어》 (일본어) 13 (4): 355–355.
- 요네자와 아키노리 (1990년 3월). “米田信夫先生を送る”. 《도쿄 대학 이학부 홍보》 (일본어) 21 (4): 6–7.